# Dhaka (distrikt)
Dhaka (eller Dacca) är ett distrikt (zila) som är beläget i den centrala delen av Bangladesh. Distriktet är en del av provinsen Dhaka och har ungefär 9 miljoner invånare (2001) på en yta av 1 459,56 km². Huvudorten Dhaka i distriktet är även landets huvudstad.